# Galbadrah Otgonceceg
Galbadrah Otgonceceg (1992. január 25. –) mongóliai születésű, 2015 óta kazahsztáni színekben versenyző, olimpiai és világbajnoki bronzérmes cselgáncsozó.

## Pályafutása
A 2016. évi nyári olimpiai játékokon a sérült Csernoviczki Éva legyőzését követően játszhatott bronzmérkőzést, amit kubai ellenfelével szemben megnyert, s ezzel bronzérmet szerzett.